# Chancelloriidae
Chancelloriidae é uma família de animais fósseis do período Cambriano de posição taxonômica incerta. Foram descritos pela primeira vez em 1920 por Charles Doolittle Walcott que os considerou como um grupo primitivo de esponjas. Restos fósseis da família foram encontrados no Canadá, Estados Unidos, Rússia, China, Austrália, Espanha, Marrocos e Antártida.
Gêneros reconhecidos:
- Adversella Jiang in Luo et al., 1982
- ?Amoebinella He & Xie, 1989
- Chancelloria Walcott, 1920 [=Fangxianites Duan, 1984; =Actinoites Duan, 1984; =?Monospinites Sayutina in Vassiljeva et Sayutina, 1988; =Stellaria Vassiljeva, 1985; =Stellispinella Vassiljeva in Vassiljeva et Sayutina, 1993]
- Allonnia Doré & Reid, 1965 [=Dimidia Jiang in Luo et al., 1982; =Onychia Jiang in Luo et al., 1982; =Rosella Vassiljeva in Vassiljeva et Sayutina, 1988; =Zhurinia Missarzhevsky, 1989]
- Archiasterella Sdzuy, 1969 [=Aldania Vassiljeva, 1985]
- Platyspinites Vassiljeva, 1985
- Diplospinella Vassiljeva in Vassiljeva et Sayutina, 1988
- Ginospina Missarzhevsky, 1989
- Eremactis Bengtson & Conway Morris in Bengtson et al., 1990
- Chancelloriella Demidenko, 2000
- Diffusasterella Demidenko in Gravestock et al., 2001